# Maciej Ołdak
Maciej Ołdak h. Rawicz - drobny szlachcic z Mazowsza, który po przybyciu pod koniec XV wieku na Jaćwież założył wieś pod nazwą Woźnawieś. Nadanie ziemskie otrzymał za zobowiązanie dostarczania poczty z Rajgrodu do Goniądza. Potomkowie Macieja Ołdaka - Maciejewicz Woźnieński wraz z synowcami otrzymali nowe tereny jako rekompensatę za przejętą wieś przez namiestnika bielskiego Olechno Sakowicza po śmierci ich "ojców", w czasie nieobecności spadkobierców, którzy w tym czasie "poszli po służbach". W nowym miejscu powstało siedlisko rodu  - Świerzbienie, od którego przyjęto nową formę nazwiska, najpierw Świerzbieńscy, później Świerzbińscy.